# La Villeneuve, Saône-et-Loire
La Villeneuve là một xã thuộc tỉnh Saône-et-Loire trong vùng Bourgogne-Franche-Comté miền đông nước Pháp.